# Weltrechtsprinzip
Nach dem Weltrechtsprinzip (auch Universalitätsprinzip) oder Weltrechtsgrundsatz ist das nationale Strafrecht auch auf Sachverhalte anwendbar, die keinen spezifischen Bezug zum Inland haben, bei denen also weder der Tatort im Inland liegt (sogenanntes Territorialitätsprinzip) noch der Täter oder das Opfer die Staatsangehörigkeit des betroffenen Staates besitzen (sogenanntes Personalitätsprinzip). Erforderlich ist hierfür aber, dass sich die Straftat gegen international geschützte Rechtsgüter richtet. Dies gilt insbesondere für solche Delikte, die unmittelbar nach dem Völkerrecht strafbar sind. 

## Strafrecht

### Deutschland
Das Weltrechtsprinzip ist im deutschen Recht einerseits in § 6 StGB niedergelegt, der lautet:

Das deutsche Strafrecht gilt weiter, unabhängig vom Recht des Tatorts, für folgende Taten, die im Ausland begangen werden:
1. (weggefallen), behandelte ursprünglich Völkermord, mittlerweile wurde dieser Punkt allerdings aufgehoben, da Völkermord nunmehr im Völkerstrafgesetzbuch (VStGB) geahndet wird.
2. Kernenergie-, Sprengstoff- und Strahlungsverbrechen in den Fällen der §§ 307 und 308 Abs. 1 bis 4, des § 309 Abs. 2 und des § 310; 
3. Angriffe auf den Luft- und Seeverkehr (§ 316c); 
4. Menschenhandel (§ 232); 
5. unbefugter Vertrieb von Betäubungsmitteln; 
6. Verbreitung pornographischer Inhalte in den Fällen der §§ 184a, 184b Absatz 1 und 2 und § 184c Absatz 1 und 2 
7. Geld- und Wertpapierfälschung (§§ 146, 151 und 152), Fälschung von Zahlungskarten mit Garantiefunktion (§ 152b Abs. 1 bis 4) sowie deren Vorbereitung (§§ 149, 151, 152 und 152b Abs. 5); 
8. Subventionsbetrug (§ 264); 
9. Taten, die auf Grund eines für die Bundesrepublik Deutschland verbindlichen zwischenstaatlichen Abkommens auch dann zu verfolgen sind, wenn sie im Ausland begangen werden.
Die Staatsanwaltschaft kann dabei gemäß § 153c Absatz 1 Nr. 1 Strafprozessordnung von der Verfolgung von Auslandstaten absehen (Opportunitätsprinzip).
Bezüglich völkerstrafrechtlicher Taten (Genozid, Verbrechen gegen die Menschlichkeit, Kriegsverbrechen) ist zudem § 1 des Völkerstrafgesetzbuches einschlägig. Diese Vorschrift wird auf prozessualer Ebene durch § 153f StPO flankiert. Während für den Fall der Anwesenheit bzw. der zu erwartenden Anwesenheit des Tatverdächtigen auf deutschem Staatsgebiet das Legalitätsprinzip niedergelegt ist, hat der deutsche Gesetzgeber für den Fall der Abwesenheit lediglich das Opportunitätsprinzip statuiert.

### Österreich
Im österreichischen Recht ist das Weltrechtsprinzip in Bezug auf das Völkerstrafrecht in § 64 Abs. 1 Nr. 6 StGB festgehalten. In den Nr. 4, 4a, 4c und 5 ist auch für einige andere Delikte das Weltrechtsprinzip vorgesehen: Es reicht zur Strafverfolgung eines Ausländer aus, dass er sich in Österreich aufhält und nicht ausgeliefert werden kann, auf die Gesetze am Tatort kommt es nicht an (vgl. Überschrift).

### Schweiz
Dem Schweizer Strafrecht unterliegt normalerweise, wer in der Schweiz eine Straftat begangen hat. Im Ausland begangene Taten werden verfolgt, wenn sie gegen den Staat oder die Landesverteidigung gerichtet sind (Art. 4 StGB) oder wenn sich der Täter in der Schweiz befindet, nicht ausgeliefert wird oder werden kann und er eines der folgenden Verbrechen begangen hat (Art. 5):
- Menschenhandel, sexuelle Nötigung, Vergewaltigung oder Förderung der Prostitution mit Minderjährigen
- sexuelle Handlungen mit Abhängigen oder sexuelle Handlungen mit Minderjährigen gegen Entgelt
- sexuelle Handlungen mit Kindern (hier gilt das Weltrechtsprinzip aber nicht, wenn es sich um 14- oder 15-jährige handelt)
- Kinderpornografie

In Art. 6 werden dann indirekt auch alle Verbrechen nach dem Römischen Statut als in der Schweiz verfolgbar erklärt. Dort steht: Wer im Ausland ein Verbrechen oder Vergehen begeht, zu dessen Verfolgung sich die Schweiz durch ein internationales Übereinkommen verpflichtet hat, ist diesem Gesetz unterworfen, wenn die Tat auch am Begehungsort strafbar ist oder der Begehungsort keiner Strafgewalt unterliegt. Das Römische Statut ist so ein internationales Übereinkommen, das die Schweiz unterzeichnet und ratifiziert hat.
Im Strafgesetzbuch wurden die Kapitel Zwölfter Titelbis bis Zwölfter Titelquater im Jahr 2011 ergänzt, um die von der internationalen Gemeinschaft geächteten Verbrechen explizit unter Strafe zu stellen. Für sie gilt ebenfalls, dass sie unabhängig vom Begehungsort verfolgt werden, sofern sich der Täter in der Schweiz befindet und nicht ausgeliefert wird. Die Listen in den Artikeln Art. 264 bis 264j nennen unter anderem:
- Völkermord (Art. 264)
- Verbrechen gegen die Menschlichkeit, Folter, Versklavung, Zwangsumsiedelung, Apartheid (Art. 264a)
- Vergehen gegen die Genfer Konventionen, namentlich Folter, biologische Versuche an Menschen, Verweigerung ordentlicher Gerichtsprozesse (Art. 264c)
- Angriffe auf Zivilpersonen in bewaffneten Konflikten (Art. 264d)
- Rekrutierung von Kindersoldaten (Art. 264f)
- Einsatz verbotener Waffen (Art. 264h)

Die Strafandrohung für diese Verbrechen beginnt bei drei Jahren Freiheitsstrafe, kann aber in schweren Fällen eine lebenslängliche Freiheitsstrafe sein.

## Privatrecht
Im Privatrecht wurde ein Weltrechtsprinzip lange Zeit kaum diskutiert. Mittlerweile gibt es vermehrt Forderungen, das Weltrechtsprinzip auch im Privatrecht anzuerkennen. Dabei geht es um die Begründung einer universalen Zuständigkeit nationaler Zivilgerichte für Schadensersatzklagen wegen schwerer Völker- und Menschenrechtsverletzungen, also eine inländische Gerichtszuständigkeit, die keinen oder nur einen minimalen räumlich-persönlichen oder sachlichen Bezug zum Inland voraussetzt (sog. universale Jurisdiktion).

## Beispielfälle
- Anwar Raslan
- Baschar al-Assad